# مجمع طباطبايي
مجمع طباطبايي (بالفارسية: مجموعه تاریخی طباطبائی‌ها) هو مجمع تاريخي يشمل منزل وضريح وحمام ومسجد و... تاريخي يعود إلى عصر القاجاريون، ويقع في بروجرد.